# To Please One Woman
To Please One Woman è un film muto del 1920 diretto e da Lois Weber.
Prodotto, sceneggiato e diretto dalla Weber, tratto da un'idea di Marion Orth, il film viene citato in almeno due documentari dedicati al cinema al femminile: nel 1992, in Women Who Made the Movies e l'anno seguente in The Silent Feminists: America's First Women Directors.

## Produzione
Il film fu prodotto dalla Lois Weber Productions, una compagnia nata nel 1916 che, in 5 anni di attività, produsse 13 film.

## Distribuzione
Distribuito dalla Famous Players-Lasky Corporation, il film uscì nelle sale cinematografiche statunitensi il 19 dicembre 1920.